# Emma Cecilia Thursby
Emma Cecilia Thursby, née le 21 février 1845 et morte le 4 juillet 1931, est une chanteuse américaine populaire en Europe et aux États-Unis. 

## Biographie
Elle grandit à Williamsburg, Brooklyn et commence à chanter dans l'Église réformée de Old Bushwick. En 1857, elle s'inscrit au Bethlehem Female Seminary et se forme avec Sylvester et Francis Wolle. Elle continue à chanter dans les chorales paroissiales de Brooklyn et Boston. 
À la fin des années 1860 et au début des années 1870, elle chante avec des artistes tels que Ole Bull et Theodore Thomas.   
En 1875, elle se produit en concert avec Hans von Bülow au Chickering Hall et, l'année suivante, se produit avec Mark Twain dans une série de programmes pour le Redpath Lyceum. Elle signe un contrat de 100 000 $ avec Maurice Strakosch pour une tournée en Amérique du Nord, puis à Londres, en France et en Allemagne. Thursby est la première américaine à recevoir la médaille de la Société des concerts du Conservatoire de Paris en 1881.
Thursby meurt en 1931 chez elle à Gramercy Park à New York. Ses papiers sont conservés à la New York Historical Society.